# Peadar Maher
Peadar Maher (* 1. Februar 1924; † 31. Januar 2012) war ein irischer Politiker der Fianna Fáil. Von 1951 bis 1961 war er Teachta Dála (Abgeordneter) im Dáil Éireann, dem irischen Unterhaus des Oireachtas.

## Biografie
Maher arbeitete im Familienunternehmen in Abbeyleix. Bei den Wahlen 1951 trat er im Wahlkreis Leix–Offaly an und konnte einen Sitz im Dáil erringen. Den Sitz konnte er bei den Wahlen 1954 und 1957 verteidigen. Danach trat er nicht mehr zu den Wahlen an.
Maher war verheiratet und hatte drei Kinder.